# Mycetophila reversa
Mycetophila reversa är en tvåvingeart som beskrevs av Edwards 1931. Mycetophila reversa ingår i släktet Mycetophila och familjen svampmyggor. Inga underarter finns listade i Catalogue of Life.